# Grövelsjöns fjällstation

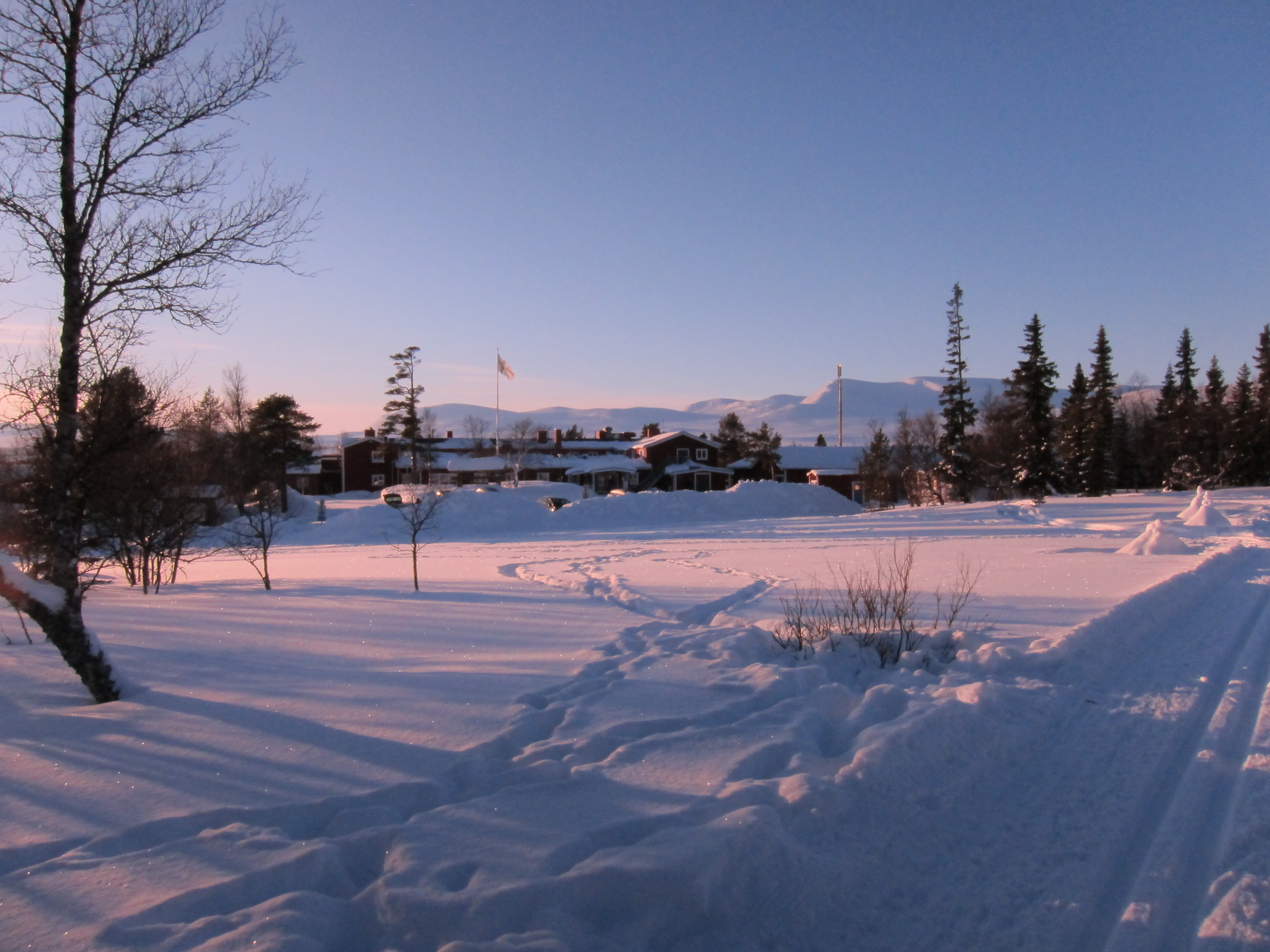
Grövelsjöns fjällstation vintertid

Grövelsjöns fjällstation är en fjällstation i Idre socken, Älvdalens kommun, ägd av Svenska turistföreningen. Stationen är belägen på 816 m.ö.h. vid Grövelsjön och vid trädgränsen på sluttningen av Långfjället i nordvästra Dalarna, nära gränsen till Norge. Stationen har bland annat 150 bäddar, restaurang m.m.